# Taiyū
Taiyū (jap. 大雄村 Taiyū-mura) – dawna wieś (mura), a obecnie dzielnica miasta Yokote, w północnej Japonii, na wyspie Honsiu w prefekturze Akita.

## Historia
Wieś Taiyū powstała 1 kwietnia 1955 roku z połączenia wsi Tanemori i Age. Do wsi włączono 10 października tego roku część dzielnicy Miyata ze wsi Tateai. 1 listopada 1957 włączono tu dzielnicę Kakumagawa-machi z miasta Omagari, a 10 kwietnia 1959 dzielnicę Kajimura z Hiraki. 1 października 2005 roku Taiyū wraz z Hiraką, Ōmori, Omonogawą, Jūmonji, Masudą i Sannai utworzyły miasto Yokote.

## Podział
W obrębie dzielnicy Taiyū wyróżnia się osiedla: Fukujima, Fukujimahigashikakumagawazakai, Fukujimaminami, Nozakihigashi, Nonaka, Tamurano, Higashitakazuno, Takazuno, Morioka, Noriageshita, Noriage, Tamuraozekihigashi, Tamura, Moriokaminami, Sagarikita, Sagari, Sagariminami, Sagarimichiminamisekima, Sagarinishi, Nakano, Kashiwagihigashi, Kashiwagiminami, Keiseizuka, Akanuma, Mukaida, Daijiji Yachi, Sannonishi, Sanno, Nishinakajima, Higashiage, Tsurumakida, Miyakoji, Kidoguchi, Kidoguchinishi, Kidoguchishita, Age, Rokuchohigashi, Kobayashinishi, Nishitateai, Mimuranishi, Daijijihigashi, Daijijimae, Oyachinishi, Oyachi, Orihashinishi, Orihashiminami, Omakinishi, Shoguntei, Mimidori, Yoyya, Yotsuyanishi, Omorimichikita, Denzomura, Nakanohigashi, Kondayachi, Uruiyachi, Kondayachihigashi, Kondayachinishi, Kondayachiminami, Kamabutazekiminami, Kamitamuranishi, Tanemori, Honjomichiminami, Seibeinishi, Seibeimura, Honjomichitakesekima, Honjomichishita, Ozeki, Mimura, Ishimochi, Ishimochimae, Kitsunezuka, Kitsunezukahigashi, Toyowaki, Ebara, Sakuramori, Sakuramorimae, Nishisakuramori, Toyogake, Tamachi, Shimotamachi, Hirayanagi, Rokucho, Doijiri, Mayatanakajima, Fujimaki, Kobayashi, Shimada, Shimoaratokoro, Aratokoro, Sesenagi, Yotsuyashita, Kitayotsuya, Higashiyotsuya, Sakuramorinishi, Newateshita, Ichinosekikita, Ichinoseki, Ichinosekihigashi, Ichinosekiminami, Ishikawa Rashita, Uwasekihigashi, Bunzobiraki, Kamabutayagashiwasakai, Yagashiwayachi, Yagashiwakamabuta, Yakeno, Yagashiwanobata, Yagashiwaiema, Yagashiwamuranishi, Yagashiwamurahigashi, Yagashiwa, Kashiwagishita, Kashiwaginishi, Kashiwagi, Kamisakuramori, Mukai, Mukaihigashi, Fukuroyachi oraz Kajimura.